# Vasili Grossman

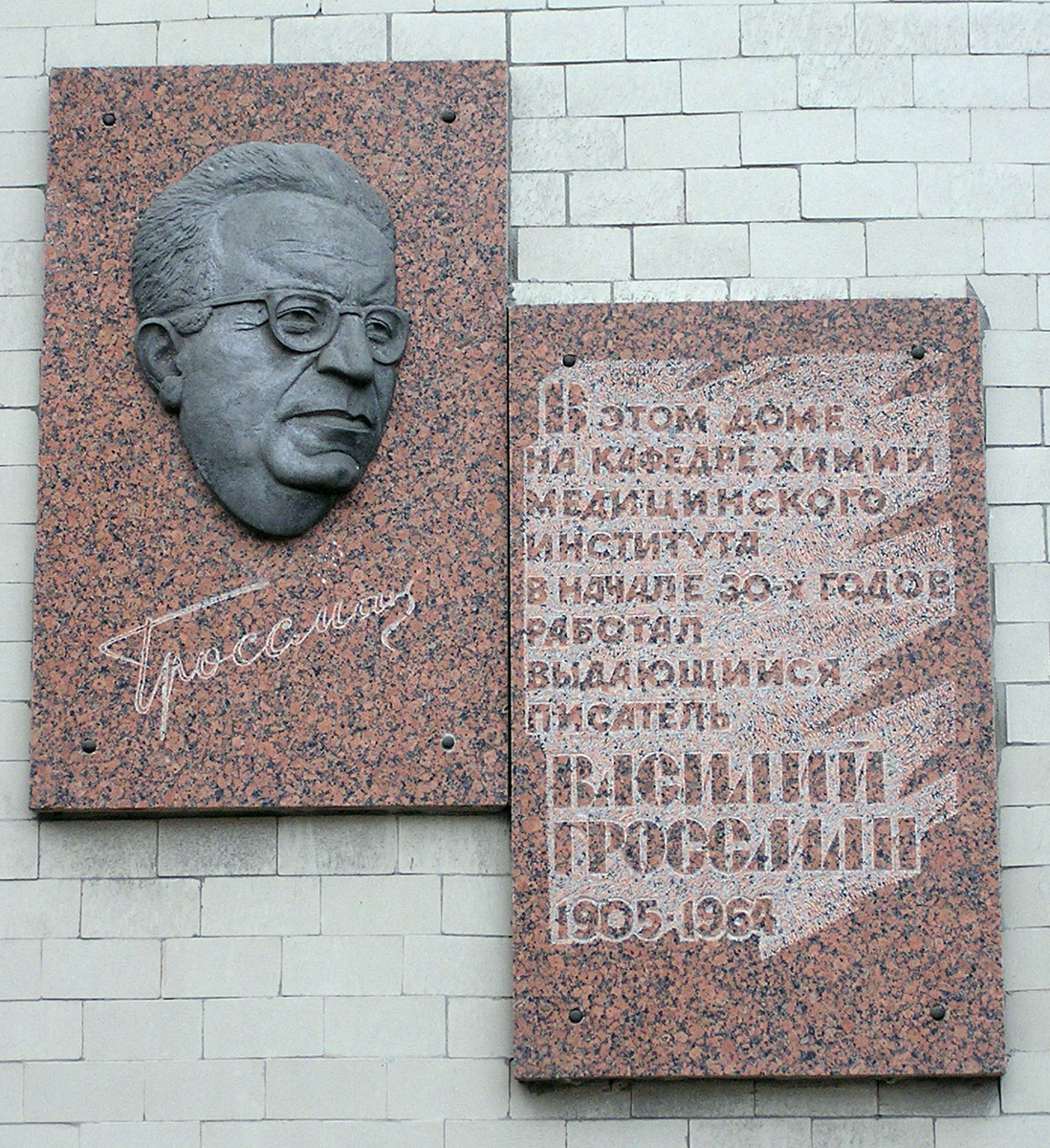
Vasili Grossman, plaquette in Donetsk

Vasili Semjonovitsj Grossman (Russisch: Васи́лий Семёнович Гро́ссман) (Berditsjev, 12 december 1905 – Moskou, 14 september 1964) was een prominent Sovjet-joodse schrijver en journalist. Hij werd geboren in het Russische rijk (nu: Oekraïne) en schreef in het Russisch.

## Leven
Grossman werd geboren in een verlicht Joods gezin, maar kreeg geen Joodse opvoeding. In 1917-1918 onderbrak hij zijn schoolperiode en ondersteunde als jonge jongen al actief de Russische revolutie. In de jaren twintig studeerde hij weer aan de Moskouse universiteit en werd vervolgens ingenieur. Vanaf 1936 wijdde Grossman zich, na een aantal succesvolle publicaties, volledig aan de literatuur en werd een succesvol schrijver en lid van de Bond van Sovjetschrijvers.
In 1941 werd hij oorlogscorrespondent van het Rode Leger, voor de legerkrant De Rode Ster. Hij nam onder andere deel aan de Slag om Stalingrad, de bevrijding van Treblinka en de Slag om Berlijn.
Na de oorlog werd zijn vertrouwen in het Sovjet-regime zwaar op de proef gesteld door de vervolging van de Sovjet-joden door Stalin. Zijn kritische houding in deze kwestie leidde ook na Stalins dood tot tegenwerking van het Sovjet-regime en hij kreeg nog maar mondjesmaat werken en artikelen gepubliceerd. Grossman stierf op 58-jarige leeftijd aan maagkanker, in de veronderstelling dat zijn grote roman Leven en Lot nooit in druk zou kunnen verschijnen. Een eerste Engelstalige uitgave verscheen in 1980 en een Russische pas in 1989.

## Werk
Grossmans hoofdwerken zijn Alles stroomt, een vertelling, over een man die terugkeert uit de verbanning, en Leven en Lot, zijn magnum opus dat zich afspeelt in de Tweede Wereldoorlog. Leven en Lot is echter geenszins een gewone oorlogsroman. Het is vooral een boek over mensen: mensen in zware tijden, in oorlog, op de drempel van de gaskamers, onder de druk van het Stalin-regime. Het persoonlijke en individuele overtreft daarbij het collectieve, respectievelijk het historische. 
Veel geroemd in de kritiek werd ook de door Antony Beevor en Loeba Vinogradova bezorgde uitgave van zijn dagboekaantekeningen Een schrijver in oorlog - Vasili Grossman en het Rode Leger 1941-1945, over zijn ervaringen als oorlogscorrespondent voor de Rode Ster, het officiële orgaan van het Rode Leger, tussen 1941 tot 1945. In dit werk geeft hij een uniek beeld van de Slag om Stalingrad en de Slag om Koersk, de daarop volgende bevrijding van de bezette gebieden in de Sovjet-Unie, en de Russische opmars richting Duitsland. Hij was ooggetuige van de bevrijding van de concentratiekampen Majdanek en Treblinka en sprak daders, slachtoffers, omwonenden en bevrijders. Zijn essay (opgenomen in dit boek) De hel van Treblinka werd gebruikt bij de Neurenberger processen tegen Duitse oorlogsmisdadigers. Het bijhouden van een dagboek was overigens in die tijd door Stalin ten strengste verboden en dus levensgevaarlijk. De dagboekaantekeningen Een schrijver in oorlog vormen tevens de sleutel tot de roman  Leven en Lot.
Genoemde werken zijn alle in het Nederlands vertaald.
In 2014 verschenen in het Nederlands Een klein leven en Reis door Armenië.